# Еббу-Вейлський металургійний завод
51°46′12.65″ пн. ш. 3°12′3.21″ зх. д. / 51.7701806° пн. ш. 3.2008917° зх. д.

Еббу-Вейлський металургійний завод (англ. Ebbw Vale Steelworks) — металургійний завод в Уельсі, у місті Еббу-Вейл, що працював у 1790—2002 роках. Наприкінці 1930-х років був найбільшим металургійним заводом Західної Європи. У 1975—1978 роках на заводі було припинено доменне і сталеплавильне виробництво, завод перепрофільовано тільки на виробництво лудженого заліза. 2002 року завод було зупинено і демонтовано.

## Історія
Будівництво заводу було розпочате 1789 року. В долині річки Еббу біля хутора Пен-і-кае (Pen y cae) було побудовано одну доменну піч, в якій виплавляли чавун, і ливарню, в якій виробляли продукцію з отриманного чавуну. Компанія, що була заснована кількома компаньонами і володіла заводом, отримала назву «The Ebbw Vale Furnace». Пізніше на заводі почали виготовляти з чавуну ковке залізо. Залізну руду, паливо і флюси (вапняк) добували неподалік від заводу. Паливною базою заводу слугувало вугілля Південно-Уельського вугільного басейну.
Другу доменну піч було побудовано 1805 року, треттю — 1823 року, четверту — 1939 року.
У 1796—1844 роках завод належав сім'ї Харфорд, під керівництвом якої він був успішним підприємством. Саме на цьому заводі у 1829 році було виготовлено рейки для Стоктон-Дарлінгтонської залізниці — першої в світі залізниці загального користування на паровозній тязі. В цей самий час завод став одним з перших у Південному Уельсі, на якому для перевезення вантажів почали користуватися паровозною тягою.
На заводі деякий час працював Джон Юз, майбутній співзасновник Донецького металургійного заводу. Він опанував у Еббу-Вейл новий для себе фах — виробництво рейок.
1848 року було засновано «Еббу-Вейлську компанію» (англ. Ebbw Vale Company), яка окрім заводу у Еббу-Вейл поглинула також залізоробні заводи у Аберсікані (Abersychan), Сірхаві (Sirhowy), і Понтипулі (Pontypool). Компанія володіла також вугільними шахтами.
1850 року на одній з доменних печей заводу було вперше встановлено конусовий засипний апарат, сконструйований Джорджем Паррі.
1929 року через кризу і борги «Еббу-Вейльської компанії» завод у Еббу-Вейл було закрито, а вугільні шахти компанії продано.
Безробіття у місті примусило уряд побудувати на Еббу-Вейльському заводі перший в Британії штрипсовий прокатний стан. У 1936—1938 роках завод було перебудовано, він перейшов у власність компанії «Richard Thomas & Company», найбільшого в Британії виробника лудженого заліза. Новий підйом у розвитку заводу відбувся 1947 року, коли на ньому було встановлено першу в Європі лінію з лудження методом гальванотехніки — пропускання електричного струму через електроліт, в який занурено виріб.

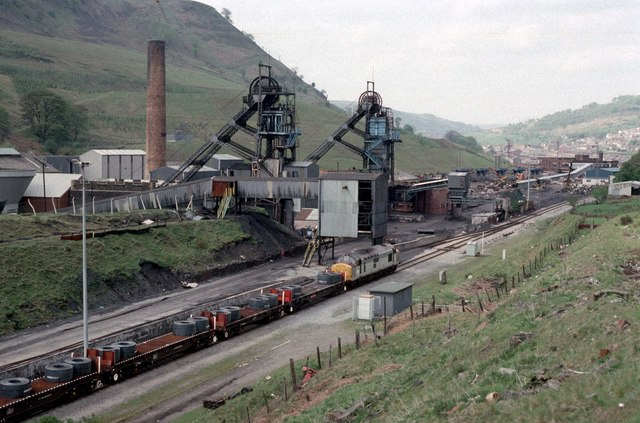
Транспортування залізничним транспортом рулонів штрипсового заліза на Еббу-Вейлський завод для лудження. На задньому плані — копери закритої у березні 1989 року шахти Marine Colliery. Фото 10 травня 1989 року.

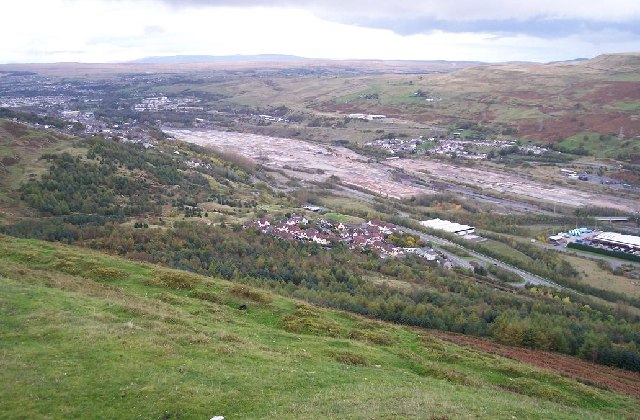
Пустир на місці демонтованого заводу у 2005 році.

1961 року на заводі було введено в дію перший в Британії киснево-конвертерний цех.
Перетворення у чорній металургії Великої Британії, що сталися після націоналізації в галузі 1967 року, поклали процес падіння виробництва сталі на Еббу-Вейльському металургійному заводі і призвели до його закриття 1978 року.
1975 року було припинено роботу всіх трьох доменних печей заводу, останню зупинено 17 червня. 19 червня 1975 року було зупинено роботу конверторного цеху. 1978 року було припинено роботу мартенівського цеху і слябінгу.
В подальшому завод спеціалізувався на виробництві бляхи і луджені методом гальванотехніки, ставши найбільшим виробником білої бляхи у Британії.
Завод було закрито 2002 року.